# Geitoneura leprea
Geitoneura leprea är en fjärilsart som beskrevs av William Chapman Hewitson 1864. Geitoneura leprea ingår i släktet Geitoneura och familjen praktfjärilar. Inga underarter finns listade i Catalogue of Life.